# Az Amerikai Konföderációs Államok ideiglenes kongresszusa

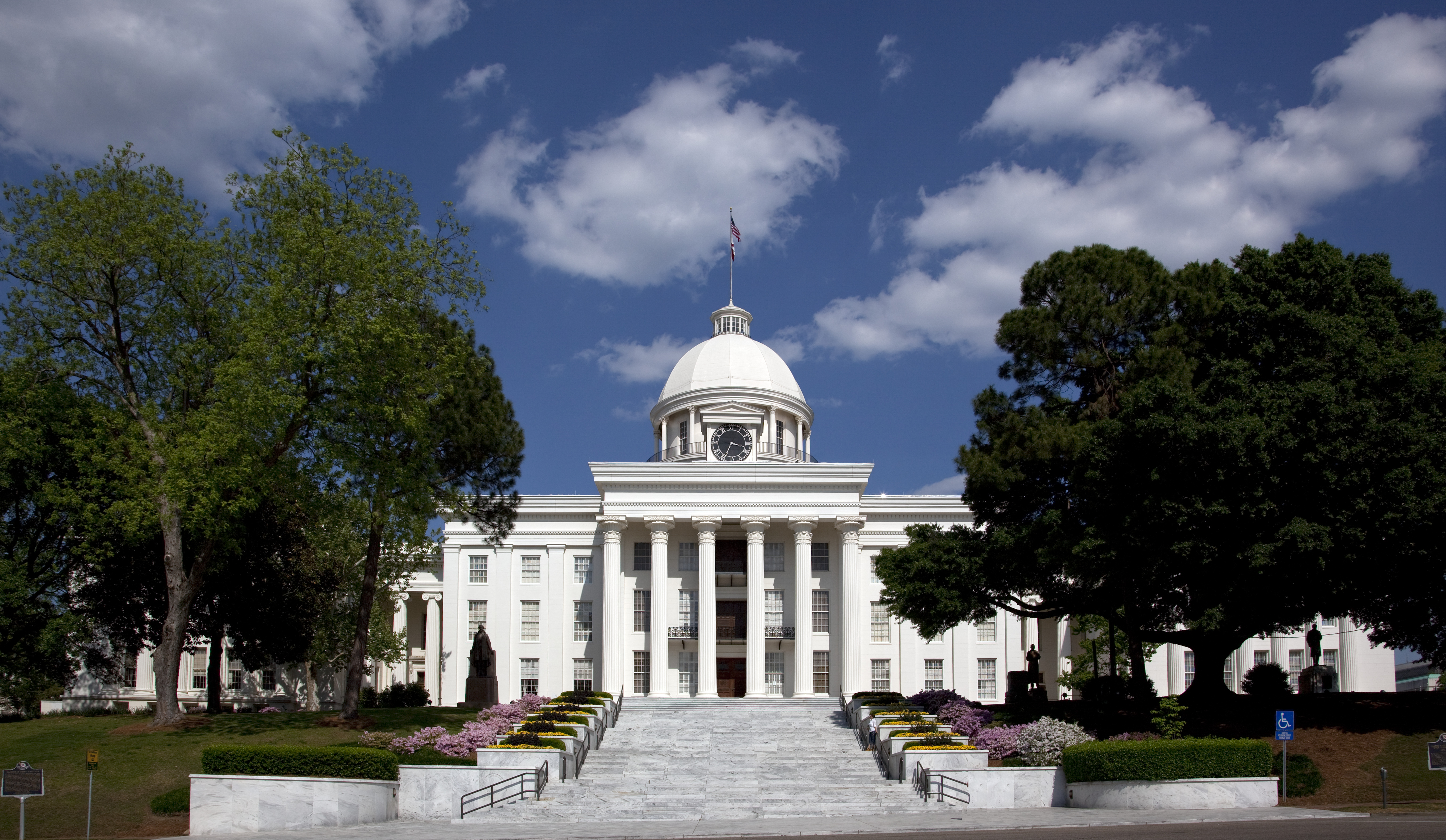
A kongresszus alabamai székhelye

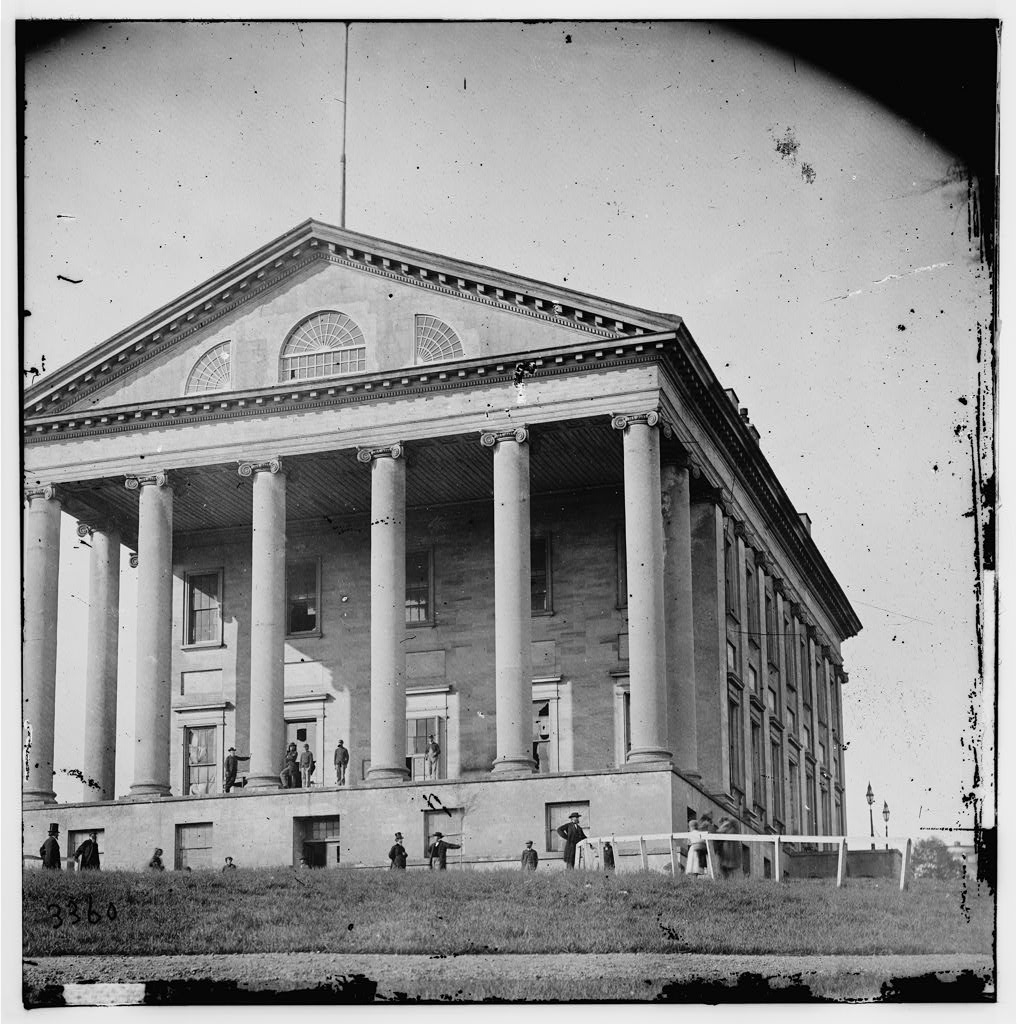
A kongresszus richmondi székhelye

Az Amerikai Konföderációs Államok ideiglenes kongresszusa 1861. február 4. és 1862. február 17. között ülésezett. 1861. május 20-ig üléseit Montgomeryben, Alabama államban tartotta, majd áttette székhelyét Richmondba, Virginia államba ahol attól kezdve a Konföderáció fővárosa volt. Tagjai elsődlegesen az Amerikai Egyesült Államok szenátorai és képviselői voltak, akiknek állama kivált az Unióból. Fő feladata, a Konföderáció Alkotmányának elfogadása, valamint az 1861. november 6-án lefolytatott választások előkészítése és lebonyolítása volt.

## Ülésszakok

### Első ülésszak
Az ideiglenes kongresszus első ülésszaka 1861. február 4. és 1861. március 16. között zajlott le Montgomeryben. A kongresszusban képviseltette magát Alabama, Dél-Karolina, Florida, Georgia, Louisiana, Mississippi és Texas. Ideiglenes alkotmányt fogadtak el, s megválasztották a konföderáció kormányzatát. A konföderáció elnöke Jefferson Davis, alelnöke Alexander Stephens lett. Emellett bevezették a Konföderációs dollárt, mint a konföderáció fizetőeszközét.

### Második ülésszak
A második ülésszak 1861. április 29 és 1961. május 21. között zajlott le. Az első ülésszak résztvevőin kívül csatlakozott Arkansas és Virginia küldöttsége.

### Harmadik ülésszak
A harmadik ülésszakot 1861. július 20. és augusztus 31. között tartották meg a konföderáció székhelyén, Richmondban. Új küldöttségként csatlakozott Észak-Karolina és Tennessee küldöttsége is.

### Negyedik ülésszak
A negyedik ülésszak egyetlen napig tartott, 1861. szeptember 3-án.

### Ötödik ülésszak
Az ideiglenes kongresszus, ötödik, utolsó ülésszaka 1861. november 18. és 1862. február 17. között zajlott le. Új tagként csatlakozott Missouri és Kentucky állam. Szavazati joggal nem rendelkező küldöttségként az Arizonai terület képviselői is részt vettek az ülésszakon.

## A kongresszus vezetése
- A kongresszus elnöke: Howell Cobb
- A kongresszus pro tempore elnöke:
  - Robert Woodward Barnwell (1861. február 4.)
  - Thomas Salem Bocock (1861. december 10–21., valamint 1862. január 7–8. között)
  - Josiah Abigail Patterson Campbell (1861. december 23–24., valamint 1862. január 6.)
- A kongresszus titkára: Johnson Jones Hooper
- A kongresszus titkárának helyettese:
  - Alexander Baron Clitherall (1861. február 13. – március 16.)
  - Robert Emmett Dixon Sr. (1861. február 5. – 1862. február 17.)[12]

## A kongresszus tagjai
Az elszakadást követően a kongresszus hét állam képviselőiből állt össze. Ők szavazati joggal rendelkeztek. A Sumter-erőd ostroma után további hat állam és egy terület csatlakozott, ők az üléseken tárgyalási joggal vettek részt.

### Képviselőház szavazati joggal rendelkező tagjai

#### Alabama
| Kép | Képviselő                   | Hivatali idő                                                                                            | Megjegyzés | Kongresszusi tagság | Kongresszusi tagság |
| Kép | Képviselő                   | Hivatali idő                                                                                            | Megjegyzés | Első                | Második             |
| --- | --------------------------- | --- | --- | ------------------- | ------------------- |
|     | William Parish Chilton, Sr. | 1861. február 4. – 1862. február 17.                                                                    | | képviselő           | képviselő           |
|     | Jabez Lamar Monroe Curry    | 1861. február 4. – 1862. február 17.                                                                    | Az USA képviselőházának tagja Alabama képviseletében (1857–1861) Az USA-t képviselő miniszter Spanyolországban (1885–1888) | képviselő           |                     |
|     | Thomas Fearn                | 1861. február 4. – 1861. március 16.                                                                    | Lemondott az első ülésszak után                                                                                            |                     |                     |
|     | Nicholas Davis, Jr.         | 1861. április 29. – 1862. február 17.                                                                   | Thomas Fearn helyett |                     |                     |
|     | Stephen F. Hale             | 1861. február 4. – 1862. február 17.                                                                    | |                     |                     |
|     | David Peter Lewis           | 1861. február 4. – 1861. március 16.                                                                    | Lemondott az első ülésszak után Alabama kormányzója (1872–1874)                                                            |                     |                     |
|     | Henry Cox Jones             | 1861. április 29. – 1862. február 17.                                                                   | David Peter Lewis helyett                                                                                                  |                     |                     |
|     | Colin J. McRae              | 1861. február 4. – 1862. február 17.                                                                    | |                     |                     |
|     | John Gill Shorter           | 1861. február 4. – 1861. november                                                                       | Lemondott Alabama kormányzója (1861–1863)                                                                                  |                     |                     |
|     | Cornelius Robinson          | helyettesként: 1861. április 29-től megválasztva: 1862. január 24. hivatali idő vége: 1862. február 17. | John Gill Shorter helyett                                                                                                  |                     |                     |
|     | Robert Hardy Smith          | 1861. február 4. – 1862. február 17.                                                                    | |                     |                     |
|     | Richard Wilde Walker        | 1861. február 4. – 1862. február 17.                                                                    | |                     | szenátor            |

#### Dél-Karolina
| Kép | Képviselő                      | Hivatali idő                         | Megjegyzés | Kongresszusi tagság | Kongresszusi tagság |
| Kép | Képviselő                      | Hivatali idő                         | Megjegyzés | Első                | Második             |
| --- | ------------------------------ | ------------------------------------ | --- | ------------------- | ------------------- |
|     | Robert Woodward Barnwell       | 1861. február 4. – 1862. február 17. | Az USA képviselőházának tagja Dél-Karolina képviseletében (1829–1833) Az USA szenátusának tagja Dél-Karolina képviseletében (1850)                                    | szenátor            | szenátor            |
|     | William Waters Boyce           | 1861. február 4. – 1862. február 17. | Az USA képviselőházának tagja Dél-Karolina képviseletében (1853–1860)                                                                                                 | képviselő           | képviselő           |
|     | James Chesnut, Jr.             | 1861. február 4. – 1862. február 17. | Az USA szenátusának tagja Dél-Karolina képviseletében (1858–1860) |                     |                     |
|     | Laurence Massillon Keitt       | 1861. február 4. – 1862. február 17. | Az USA képviselőházának tagja Dél-Karolina képviseletében (1853–1860)                                                                                                 |                     |                     |
|     | Christopher Gustavus Memminger | 1861. február 4. – 1862. február 17. | Az Amerikai Konföderációs Államok pénzügyminisztere (1861–1864) |                     |                     |
|     | William Porcher Miles          | 1861. február 4. – 1862. február 17. | Az USA képviselőházának tagja Dél-Karolina képviseletében (1857–1860)                                                                                                 | képviselő           | képviselő           |
|     | Robert Barnwell Rhett, Sr.     | 1861. február 4. – 1862. február 17. | Az USA képviselőházának tagja Dél-Karolina képviseletében (1837–1849) Az USA szenátusának tagja Dél-Karolina képviseletében (1850–1852)                               |                     |                     |
|     | Thomas Jefferson Withers       | 1861. február 4. – 1861. május 21.   | Lemondott a második ülésszak után |                     |                     |
|     | James Lawrence Orr             | 1862. február 17.                    | Thomas Jefferson Withers helyett Az USA képviselőházának tagja Dél-Karolina képviseletében (1849–1859) Az USA-t képviselő miniszter az Orosz Birodalomban (1872–1873) | szenátor            | szenátor            |

#### Florida
| Kép | Képviselő              | Hivatali idő                         | Megjegyzés                                                                                  | Kongresszusi tagság | Kongresszusi tagság |
| Kép | Képviselő              | Hivatali idő                         | Megjegyzés                                                                                  | Első                | Második             |
| --- | ---------------------- | ------------------------------------ | ------------------------------------------------------------------------------------------- | ------------------- | ------------------- |
|     | James Patton Anderson  | 1861. február 4. – 1861. április 8.  | Lemondott Az USA képviselőházának delegáltja Washingtoni terület képviseletében (1855–1857) |                     |                     |
|     | George Taliaferro Ward | 1861. május 2. – 1862. február 5.    | James Patton Anderson helyett Lemondott                                                     |                     |                     |
|     | John Pease Sanderson   | 1862. február 5. – 1862. február 17. | George Taliaferro Ward helyett                                                              |                     |                     |
|     | Jackson Morton         | 1861. február 4. – 1862. február 17. | Az USA szenátusának tagja Florida képviseletében (1849–1855)                                |                     |                     |
|     | James Byeram Owens     | 1861. február 4. – 1862. február 17. |                                                                                             |                     |                     |

#### Georgia
| Kép | Képviselő                   | Hivatali idő                           | Megjegyzés | Kongresszusi tagság | Kongresszusi tagság |
| Kép | Képviselő                   | Hivatali idő                           | Megjegyzés | Első                | Második             |
| --- | --------------------------- | -------------------------------------- | --- | ------------------- | ------------------- |
|     | Francis Stebbins Bartow     | 1861. február 4. – 1861. július 21.    | Elhunyt a Bull Run-i csatában |                     |                     |
|     | Thomas Marsh Forman         | 1861. augusztus 7. – 1862. február 17. | Francis Stebbins Bartow helyett |                     |                     |
|     | Howell Cobb                 | 1861. február 4. – 1862. február 17.   | Az USA képviselőházának tagja Georgia képviseletében (1843–1857) Az Amerikai Egyesült Államok Kongresszusának képviselőházi elnöke (1849–1851) Az Amerikai Egyesült Államok pénzügyminisztere (1857–1860) |                     |                     |
|     | Thomas Reade Rootes Cobb    | 1861. február 4. – 1862. február 17.   | |                     |                     |
|     | Martin Jenkins Crawford     | 1861. február 4. – 1862. február 17.   | Az USA képviselőházának tagja Georgia képviseletében (1855–1861) |                     |                     |
|     | Benjamin Harvey Hill        | 1861. február 4. – 1862. február 17.   | Az USA képviselőházának tagja Georgia képviseletében (1875–1877) Az USA szenátusának tagja Georgia képviseletében (1877–1882)                                                                             | szenátor            | szenátor            |
|     | Augustus Holmes Kenan       | 1861. február 4. – 1862. február 17.   | | képviselő           |                     |
|     | Eugenius Aristides Nisbet   | 1861. február 4. – 1861. december 10.  | Lemondott Az USA képviselőházának tagja Georgia képviseletében (1839–1841) |                     |                     |
|     | Nathan Henry Bass, Sr       | 1862. január 14. – 1862. február 17.   | Eugenius Aristides Nisbet helyett |                     |                     |
|     | Alexander Hamilton Stephens | 1861. február 4. – 1862. február 17.   | Az USA képviselőházának tagja Georgia képviseletében (1843–1859; 1873–1882) Amerikai Konföderációs Államok alelnöke (1862–1865) Georgia kormányzója (1882–1883)                                           |                     |                     |
|     | Robert Augustus Toombs      | 1861. február 4. – 1862. február 17.   | Az USA képviselőházának tagja Georgia képviseletében (1845–1853) Az USA szenátusának tagja Georgia képviseletében (1853–1861) Az Amerikai Konföderációs Államok államtitkára (1861)                       |                     |                     |
|     | Augustus Romaldus Wright    | 1861. február 4. – 1862. február 17.   | Az USA képviselőházának tagja Georgia képviseletében (1857–1859) | képviselő           |                     |

#### Louisiana
| Kép | Képviselő                   | Hivatali idő                         | Megjegyzés | Kongresszusi tagság | Kongresszusi tagság |
| Kép | Képviselő                   | Hivatali idő                         | Megjegyzés | Első                | Második             |
| --- | --------------------------- | ------------------------------------ | --- | ------------------- | ------------------- |
|     | Charles Magill Conrad       | 1861. február 4. – 1862. február 17. | Az USA szenátusának tagja Louisiana képviseletében (1842–1843) Az USA képviselőházának tagja Louisiana képviseletében (1849–1850) Az USA hadügyminisztere (1850–1853) | képviselő           | képviselő           |
|     | Alexandre Etienne de Clouet | 1861. február 4. – 1862. február 17. | |                     |                     |
|     | Duncan Farrar Kenner        | 1861. február 4. – 1862. február 17. | | képviselő           | képviselő           |
|     | Henry Marshall              | 1861. február 4. – 1862. február 17. | | képviselő           | képviselő           |
|     | John Perkins, Jr.           | 1861. február 4. – 1862. február 17. | Az USA képviselőházának tagja Louisiana képviseletében (1853–1855) | képviselő           | képviselő           |
|     | Edward Sparrow              | 1861. február 4. – 1862. február 17. | |                     |                     |

#### Mississippi
| Kép | Képviselő                         | Hivatali idő                          | Megjegyzés                                                           | Kongresszusi tagság | Kongresszusi tagság |
| Kép | Képviselő                         | Hivatali idő                          | Megjegyzés                                                           | Első                | Második             |
| --- | --------------------------------- | ------------------------------------- | -------------------------------------------------------------------- | ------------------- | ------------------- |
|     | William Taylor Sullivan Barry     | 1861. február 4. – 1862. február 17.  | Az USA képviselőházának tagja Mississippi képviseletében (1853–1855) |                     |                     |
|     | Walker Brooke                     | 1861. február 4. – 1862. február 17.  | Az USA szenátusának tagja Mississippi képviseletében (1852–1853)     |                     |                     |
|     | Josiah Abigail Patterson Campbell | 1861. február 4. – 1862. február 17.  | Az ideiglenes kongresszus pro tempore elnöke (1861–1862)             |                     |                     |
|     | Alexander Mosby Clayton           | 1861. február 4. – 1861. május 11.    | Lemondott                                                            |                     |                     |
|     | Alexander Blackburn Bradford      | 1861. december 5. – 1862. február 17. | Alexander Mosby Clayton helyett                                      |                     |                     |
|     | Wiley Pope Harris                 | 1861. február 4. – 1862. február 17.  | Az USA képviselőházának tagja Mississippi képviseletében (1853–1855) |                     |                     |
|     | James Thomas Harrison             | 1861. február 4. – 1862. február 17.  |                                                                      |                     |                     |
|     | William Sydney Wilson             | 1861. február 4. – 1861. március 16.  | Lemondott az első ülésszak után                                      |                     |                     |
|     | Jehu Amaziah Orr                  | 1861. április 29. – 1862. február 17. | William Sydney Wilson helyett                                        |                     | képviselő           |

#### Texas
| Kép | Képviselő                   | Hivatali idő                         | Megjegyzés | Kongresszusi tagság | Kongresszusi tagság |
| Kép | Képviselő                   | Hivatali idő                         | Megjegyzés | Első                | Második             |
| --- | --------------------------- | ------------------------------------ | --- | ------------------- | ------------------- |
|     | John Gregg                  | 1861. február 4. – 1862. február 17. | |                     |                     |
|     | John Hemphill               | 1861. február 4. – 1862. január 4.   | elhunyt hivatali ideje alatt Az USA szenátusának tagja Texas képviseletében (1859–1861) |                     |                     |
|     | William Beck Ochiltree, Sr. | 1861. február 4. – 1862. február 17. | |                     |                     |
|     | William Simpson Oldham, Sr. | 1861. február 4. – 1862. február 17. | | szenátor            | szenátor            |
|     | John H. Reagan              | 1861. február 4. – 1862. február 17. | Az USA képviselőházának tagja Texas képviseletében (1857–1887) Az Amerikai Konföderációs Államok főpostamestere (1861–1865) Az Amerikai Konföderációs Államok ideiglenes pénzügyminisztere (1865) Az USA szenátusának tagja Texas képviseletében (1887–1891) |                     |                     |
|     | Thomas Neville Waul         | 1861. február 4. – 1862. február 17. | |                     |                     |
|     | Louis T. Wigfall            | 1861. február 4. – 1862. február 17. | Az USA szenátusának tagja Texas képviseletében (1859–1861) | szenátor            | szenátor            |

### A kongresszus szavazati joggal nem rendelkező delegátusai

#### Arkansas
| Kép | Képviselő             | Hivatali idő                          | Kongresszusi tagság | Kongresszusi tagság     |
| Kép | Képviselő             | Hivatali idő                          | Első                | Második                 |
| --- | --------------------- | ------------------------------------- | ------------------- | ----------------------- |
|     | Augustus Hill Garland | 1861. április 29. – 1862. február 17. | képviselő           | képviselő majd szenátor |
|     | Robert Ward Johnson   | 1861. április 29. – 1862. február 17. |                     |                         |
|     | Albert Rust           | 1861. április 29. – 1862. február 17. |                     |                         |
|     | Hugh French Thomason  | 1861. április 29. – 1862. február 17. |                     |                         |
|     | William Wirt Watkins  | 1861. április 29. – 1862. február 17. |                     |                         |

#### Észak-Karolina
| Kép | Delegált                     | Hivatali idő                         | Kongresszusi tagság | Kongresszusi tagság |
| Kép | Delegált                     | Hivatali idő                         | Első                | Második             |
| --- | ---------------------------- | ------------------------------------ | ------------------- | ------------------- |
|     | William Waightstill Avery    | 1861. július 20. – 1862. február 17. |                     |                     |
|     | Francis Burton Craige        | 1861. július 20. – 1862. február 17. |                     |                     |
|     | Allen Turner Davidson        | 1861. július 20. – 1862. február 17. | képviselő           |                     |
|     | George Davis                 | 1861. július 20. – 1862. február 17. |                     |                     |
|     | Thomas David Smith McDowell  | 1861. július 20. – 1862. február 17. | képviselő           |                     |
|     | John Motley Morehead         | 1861. július 20. – 1862. február 17. |                     |                     |
|     | Richard Clauselle Puryear    | 1861. július 20. – 1862. február 17. |                     |                     |
|     | Thomas Hart Ruffin           | 1861. július 20. – 1862. február 17. |                     |                     |
|     | William Nathan Harrell Smith | 1861. július 20. – 1862. február 17. |                     |                     |
|     | Abraham Watkins Venable      | 1861. július 20. – 1862. február 17. | képviselő           |                     |

#### Kentucky
| Kép | Delegált                 | Hivatali idő                           | Kongresszusi tagság | Kongresszusi tagság |
| Kép | Delegált                 | Hivatali idő                           | Első                | Második             |
| --- | ------------------------ | -------------------------------------- | ------------------- | ------------------- |
|     | Henry Cornelius Burnett  | 1861. november 18. – 1862. február 17. |                     |                     |
|     | Theodore Legrand Burnett | 1861. november 18. – 1862. február 17. | képviselő           |                     |
|     | John Milton Elliott      | 1861. november 18. – 1862. február 17. | képviselő           | képviselő           |
|     | George Washington Ewing  | 1861. november 18. – 1862. február 17. | képviselő           | képviselő           |
|     | Samuel Howard Ford       | 1861. november 18. – 1862. február 17. |                     |                     |
|     | George Baird Hodge       | 1861. november 18. – 1862. február 17. | képviselő           | képviselő           |
|     | Thomas Johnson           | 1861. november 18. – 1862. február 17. |                     |                     |
|     | Thomas Bell Monroe       | 1861. november 18. – 1862. február 17. |                     |                     |
|     | John J. Thomas           | 1861. november 18. – 1862. február 17. |                     |                     |
|     | Daniel Price White       | 1861. november 18. – 1862. február 17. |                     |                     |

#### Missouri
| Kép | Delegált                    | Hivatali idő                           | Kongresszusi tagság | Kongresszusi tagság     |
| Kép | Delegált                    | Hivatali idő                           | Első                | Második                 |
| --- | --------------------------- | -------------------------------------- | ------------------- | ----------------------- |
|     | Caspar Wistar Bell          | 1861. november 18. – 1862. február 17. | képviselő           |                         |
|     | John Bullock Clark, Sr.     | 1861. november 18. – 1862. február 17. | képviselő           |                         |
|     | Aaron H. Conrow             | 1861. november 18. – 1862. február 17. | képviselő           | képviselő               |
|     | William Mordecai Cooke, Sr. | 1861. november 18. – 1862. február 17. | képviselő           |                         |
|     | Thomas W. Freeman           | 1861. november 18. – 1862. február 17. | képviselő           |                         |
|     | Thomas Alexander Harris     | 1861. november 18. – 1862. február 17. | képviselő           |                         |
|     | Robert Ludwell Yates Peyton | 1861. november 18. – 1862. február 17. |                     |                         |
|     | George Graham Vest          | 1861. november 18. – 1862. február 17. | képviselő           | képviselő majd szenátor |

#### Tennessee
| Kép | Delegált                   | Hivatali idő                         | Kongresszusi tagság | Kongresszusi tagság |
| Kép | Delegált                   | Hivatali idő                         | Első                | Második             |
| --- | -------------------------- | ------------------------------------ | ------------------- | ------------------- |
|     | John DeWitt Clinton Atkins | 1861. július 20. – 1862. február 17. | képviselő           | képviselő           |
|     | Robert Looney Caruthers    | 1861. július 20. – 1862. február 17. |                     |                     |
|     | David Maney Currin         | 1861. július 20. – 1862. február 17. | képviselő           |                     |
|     | William Henry DeWitt       | 1861. július 20. – 1862. február 17. |                     |                     |
|     | John Ford House            | 1861. július 20. – 1862. február 17. |                     |                     |
|     | Thomas McKissick Jones     | 1861. július 20. – 1862. február 17. |                     |                     |
|     | James Houston Thomas       | 1861. július 20. – 1862. február 17. |                     |                     |

#### Virginia
| Kép | Delegált                    | Hivatali idő                          | Kongresszusi tagság | Kongresszusi tagság |
| Kép | Delegált                    | Hivatali idő                          | Első                | Második             |
| --- | --------------------------- | ------------------------------------- | ------------------- | ------------------- |
|     | Thomas Salem Bocock         | 1861. április 29. – 1862. február 17. | képviselő           | képviselő           |
|     | Alexander Boteler           | 1861. április 29. – 1862. február 17. | képviselő           |                     |
|     | John White Brockenbrough    | 1861. április 29. – 1862. február 17. |                     |                     |
|     | Robert M. T. Hunter         | 1861. április 29. – 1862. február 17. |                     |                     |
|     | Robert Johnston             | 1861. április 29. – 1862. február 17. | képviselő           | képviselő           |
|     | William Hamilton MacFarland | 1861. április 29. – 1862. február 17. |                     |                     |
|     | James M. Mason              | 1861. április 29. – 1862. február 17. |                     |                     |
|     | Walter Preston              | 1861. április 29. – 1862. február 17. |                     |                     |
|     | William Ballard Preston     | 1861. április 29. – 1862. február 17. | képviselő           |                     |
|     | Roger Atkinson Pryor        | 1861. április 29. – 1862. február 17. | képviselő           |                     |
|     | William Cabell Rives        | 1861. április 29. – 1862. február 17. |                     |                     |
|     | Charles Wells Russell       | 1861. április 29. – 1862. február 17. | képviselő           | képviselő           |
|     | Robert Eden Scott           | 1861. április 29. – 1862. február 17. |                     |                     |
|     | James Alexander Seddon      | 1861. április 29. – 1862. február 17. |                     |                     |
|     | Waller Redd Staples         | 1861. április 29. – 1862. február 17. | képviselő           | képviselő           |
|     | John Tyler                  | 1861. április 29. – 1862. január 18.  |                     |                     |

#### Arizona terület
| Kép | Delegált                 | Hivatali idő | Kongresszusi tagság | Kongresszusi tagság |
| Kép | Delegált                 | Hivatali idő | Első                | Második             |
| --- | ------------------------ | ------------ | ------------------- | ------------------- |
|     | Granville Henderson Oury | 1862         |                     |                     |